# Rosario Miraggio
Rosario Miraggio (Napoli, 27 marzo 1986) è un cantante italiano.

## Biografia

### I primi anni
Inizia la sua carriera artistica di cantante napoletano all'età di 8 anni duettando nel brano Io canto a te con il padre Franco miraggio , vero nome Gaetano Tassero. Nel 1996 riceve da Mario Merola il premio come "miglior voce emergente" in un concorso tenutosi al Teatro delle Palme di Napoli. Tuttavia, dopo brevi apparizioni in feste pubbliche e cerimonie, esce il suo primo album con la OP Music La professoressa Diana, e dopo quest'album interrompe per un certo periodo la propria carriera.

### Il primo album ufficiale e successo nazionale: 2004-2007
Riprende nel 2004 pubblicando il suo primo album Amore in tre parole che segna la svolta nella sua carriera. L'album infatti ottiene un positivo riscontro di pubblico, che permette al cantante di farsi conoscere sulla scena discografica napoletana. Nel giugno del 2006 esce il secondo album Io canto a te in cui reinterpreta 9 brani del padre.
Nel 2007 viene pubblicato l'album Mille pezzi di cuore, che rappresenta il maggior successo di Rosario Miraggio. Nello stesso anno, in uno dei concerti di Gigi D'Alessio, Miraggio ha modo di duettare con lui nel brano Male, inoltre il brano La macchina 50 viene scelta come una delle colonne sonore nel film Gomorra diretto da Matteo Garrone.

### Prendere o lasciare album prodotto da Gigi D'Alessio: 2008
A maggio del 2008 esce il quarto album Prendere o lasciare che fa conoscere il cantante anche al di fuori del circuito neomelodico napoletano. Infatti viene invitato a Buona Domenica, dove presenta il singolo che dà il titolo all'album. Nel mese di settembre 2008 partecipa alla popolare festa di Piedigrotta, assistita dal presidente Nino D'Angelo, con la canzone Primma 'e ce lassà accussì. Sempre nel 2008, la canzone Prendere o lasciare viene proposta quotidianamente come sigla di una rubrica, all'interno della trasmissione Pinocchio su Radio Deejay.

### Il mio spazio nel tuo tempo e firma con la Sony Music
Il 9 aprile 2010 esce il suo nuovo singolo in tutte le radio "Il mio spazio nel tuo tempo". Il 27 aprile esce il suo nuovo album contenente 7 brani inediti intitolato anch'esso Il mio spazio nel tuo tempo, album che sarà finalmente in promozione in tutta l'Italia e non solo nel panorama meridionale. Il 28 aprile l'album sarà presentato per la prima volta nella carriera del cantante a Milano.
Il 30 marzo 2011 esce il nuovo singolo L'amore che mi dai dove il videoclip ufficiale è ispirato al film Misery non deve morire, diretto dal regista Claudio D'Avascio; nello stesso anno prende parte al Radio Cuore tour.

### Il nuovo album "Fortemente", collaborazione con i Club Dogo e Mai Via
Nel 2012 esce il suo settimo lavoro discografico Fortemente (Cd + DVD) con la collaborazione dei Club Dogo. Il 6 luglio 2012 su YouTube esce il video con i Club Dogo (Senorita), con la partecipazione di Teresanna Pugliese.
Nel 2013 esce il nuovo singolo con Ida Rendano, intitolato La Notte, dall'album di quest'ultima Cu tutt'o core. Nello stesso anno esce il singolo intitolato "Basta lui". Nel 2014 esce il suo album Mai via con 13 inediti tra cui "Si annà fernì ferniscene", "Amò", "Lacrime di stelle", "Basta lui" e "Fortemente per rinascere".
Nel 2024 pubblica il suo nuovo album Uguale A Me.

## Discografia
- 2005 – Amore in tre parole (Zeus Record - GDS)
- 2006 – Io canto a te (Zeus Record - GDS)
- 2007 – Mille pezzi di cuore (Zeus Record)
- 2008 – Prendere o lasciare (GGD)
- 2010 – Il mio spazio nel tuo tempo (Sony Music)
- 2012 – Fortemente (Zeus Record)
- 2014 - Mai Via (Sony Music)
- 2024 - Uguale a me (Sony Music)

## Videoclip
- 2005 – Solo un tocco – (dall'album Amore in tre parole)
- 2005 – Un amore al telefono - (con Stefania Lay) – (dall'album Amore in tre parole)
- 2007 - Male - (dall'album Mille pezzi di cuore)
- 2007 - Pare mill'anne - (dall'album Mille pezzi di cuore)
- 2007 - La macchina 50 - (dall'album Mille pezzi di cuore
- 2007 - Una storia fatta in tre - (dall'album Mille pezzi di cuore)
- 2008 - Prendere o lasciare - (dall'album Prendere o lasciare)
- 2010 - Vivo solo di te - (dall'album Il mio spazio nel tuo tempo)
- 2011 - L'amore che mi dai - (dall'album Fortemente)
- 2012 - Ti amo e ti penso - (dall'album Fortemente)
- 2012 - Senorita - (con Club Dogo) - (dall'album Fortemente)
- 2013 - Basta lui - (dall'album Mai Via)

## Colonne sonore
- 2008 – Gomorra, regia di Matteo Garrone - (con il brano La macchina 50) [3] [4]
- 2012 – Gomorroide, regia di Francesco Prisco (Web serie FlopTv) - (con il brano La macchina 50)

## Collaborazioni
- 2006 – Vincenzo Junior feat. Rosario Miraggio – Frat a me
- 2010 – Daniele Bianco feat. Rosario Miraggio – Spine per te
- 2011 – Carmine Di Tommaso feat. Rosario Miraggio e Francesca Barreca – L'amore è una pazzia
- 2013 – Ida Rendano feat. Rosario Miraggio – La Notte
- 2015 – Gué Pequeno feat. Rosario Miraggio — Come Me (Comm'a me)